# Селець (Єнджейовський повіт)
Селець (пол. Sielec) — село в Польщі, у гміні Водзіслав Єнджейовського повіту Свентокшиського воєводства.
Населення — 53 особи (2011).
У 1975-1998 роках село належало до Келецького воєводства.

## Демографія
Демографічна структура на день 31 березня 2011 року:
|          | Загалом | Допрацездатний вік | Працездатний вік | Постпрацездатний вік |
| -------- | ------- | ------------------ | ---------------- | -------------------- |
| Чоловіки | 24      | 3                  | 14               | 7                    |
| Жінки    | 29      | 6                  | 9                | 14                   |
| Разом    | 53      | 9                  | 23               | 21                   |